# Antoine Leleux
 (octobre 2020).
Si vous disposez d'ouvrages ou d'articles de référence ou si vous connaissez des sites web de qualité traitant du thème abordé ici, merci de compléter l'article en donnant les références utiles à sa vérifiabilité et en les liant à la section « Notes et références ».
Pour les articles homonymes, voir Leleux.
Antoine Leleux, né à Calais en 1781 et mort dans la même ville en 1849, est un libraire et secrétaire d'État à la guerre de Simón Bolívar, libérateur de la Bolivie, de la Colombie, de l'Équateur, du Panama, du Pérou et du Venezuela, et créateur de la Grande Colombie dont il voulait en faire une sorte d'États-Unis d'Amérique du sud.

## Vie et activité

### De libraire à Londres à indépendantiste au Venezuela et en Colombie
Issu d'un très modeste milieu populaire, Antoine Leleux met à profit la paix d'Amiens pour partir en Angleterre, où il séjournera huit ans. Employé chez Dulau, une librairie de Soho Square, à Londres, il y fait la connaissance du général Francisco de Miranda, grande figure de la lutte indépendantiste sud-américaine. En 1810, ayant rencontré le jeune Simón Bolívar, dont il devient un ami intime, il l'accompagne au Venezuela et participe à la proclamation de l'indépendance, puis à la première guerre contre les Espagnols. Il sert de secrétaire à Miranda. Après l'arrestation de ce dernier, il se réfugie avec Bolivar à Carthagène des Indes (actuellement en Colombie), où existe une petite république indépendante, présidée par Torices.

### 1813 - 1815: Secrétaire d'État à la Guerre et à la Marine de l'État libre de Carthagène des Indes en Colombie et retour en France
Alors que Bolivar reconquiert Caracas, Leleux devient secrétaire d'État à la Guerre et à la Marine (1813-1814) de Torices. Il s'occupe de restaurer les fortifications de Carthagène. Chargé de mission, il rentre en France peu après la bataille de Waterloo en 1815, et après douze ans d'absence. À la fin de 1815, la reprise de Carthagène par les Espagnols met fin, de facto, à sa mission. Il choisit alors de se sédentariser dans sa ville natale et y développe en quelques années, rue Royale, la plus grande librairie de l'histoire de la ville.

#### 1822 - 1824: retour à Caracas et retour à Calais
Marié et père de quatre enfants, il perd son épouse. Il décide de repartir s'installer définitivement en Amérique du Sud. Il est de retour à Caracas en mai 1822. En dépit de hautes protections, celles de Bolivar (alors en Équateur) et de ses amis Carlos Soublette et Pedro Gual, tous deux futurs présidents de la République, ou de ses relations maçonniques, il échoue dans cette tentative et rentre en France deux ans plus tard.

### La plus grande librairie de l'histoire de la ville
De retour dans sa librairie, il fonde deux des premiers hebdomadaires locaux L'Indicateur de Calais, puis L'Industriel calaisien. Président de la Société d'Agriculture comme de la loge maçonnique, éditeur, Antoine Leleux est un acteur majeur de la vie locale pendant une trentaine d'années. En 1830, il est le libraire du duc d'Orléans, à la résidence de Calais. Démocrate et républicain, et pour cela soumis aux tracasseries administratives pendant la Restauration, il est plus à l'aise sous la monarchie de Juillet (conseiller municipal) - ce qui lui sera reproché par les républicains de 1848. Revenu des tropiques avec une maladie (sans doute le paludisme), il connaît une fin de vie difficile. 

## Postérité
Antoine Leleux est ce petit calaisien parti de rien dont le nom figure dans les dictionnaires sud-américains. En dépit de son second séjour en Colombie, il ne revit jamais son ami le Libertador Simón Bolívar dont le portrait ornera son salon jusqu'à sa mort pendant l'hiver de 1849.